# Sansu (jezik)
Sansu jezik (ISO 639-3: sca), jedan od tri hanijska jezika, šira skupina akha, tibetsko-burmanska porodica, kojim govori oko 4 780 ljudi (2000) u Burmi, te u Kini (hlersu).
U očekivanju je da se njegov identifikator ukloni iz upotrbe i uklopi u hlersu [hle], uz obrazloženje da je sansu alternativni naziv za hlersu, te da Sansu govornici sebe izjašnjavaju pod imenom Hlersu. Jezik hlersu član je centralnongwijskwe podskupine burmijskih jezika a govori se u provinciji Yunnan u Kini.
Za narod Sansu se navodi da izvorno nisu bili tibetsko-burmanski govornici, nego im je nametnut dok su uzimani kao robovi. Poznati su po tome što na popisu imaju najmanje 5 000 vrsta trava koje koriste u medicinskoj praksi.

## Vanjske poveznice
- Ethnologue (14th)
- Ethnologue (15th)